# Mursili III
Muršili III, ook bekend als Urhi-Tešub, was een koning van de Hettitisch Rijk (nieuwe koninkrijk) die de troon besteeg na het overlijden van zijn vader Muwatalli II, in het tiende jaar van het bewind van Ramses II rond 1270 v.Chr. Hij was de neef van Tudhaliya IV en koningin Maathorneferure.

## Biografie
Hij was de oudste nog levende zoon van Muwatalli II en kleinzoon van Muršili II.
De bekende hettitoloog Trevor Bryce maakt een inschatting dat zijn heerschappij slechts 5 jaar duurde, en plaatst hem van 1272 v.Chr. – 1267 v.Chr. Echter, Mursili II heerste zeer waarschijnlijk 7 jaar over het Hettitische Rijk, zoals zijn opvolger Hattušili III (zijn oom) in een inscriptie die de machtsovername van deze laatste verklaart. Muršili III moet dus wel geplaatst worden van ca. 1272-1265 v.Chr. (korte chronologie). Het bewind van zijn opvolger moet dus ook met 2 jaar verkort worden in de Chronologische tabel van Hettitische koningen van Trevor Bryce.
Tijdens zijn bewind keerde de hoofdstad terug van Tarhuntašša (zoals het onder Muwatalli was) naar Hattuša. 
Urhi-Tešub onderhield correspondentie met Adad-nirari van Assyrië en erkende hem als "grootkoning" maar van harte ging het niet en de betrekkingen verslechterden.
De Assyriërs namen echter Hanigalbat in, hetgeen zijn macht over het rijk ernstig verzwakte. In het zevende jaar van zijn bewind veroverde Muršili III de regionale machtscentra van zijn oom Hattušili in Hakpissa en Nerik binnen het rijk om zo Hattušili te elimineren als bedreiging voor zijn troon. Hakpissa was en centrum van Hattusili's macht, terwijl Nerik sterk onder invloed was van Hattušili vanwege zijn positie als Hoge Priester aldaar. Hattušili verklaart dan in een bekende tekst:

"Zeven jaren boog ik [voor de koning]. Maar op goddelijke instructie en menselijk aandringen zocht Urshi-Tešub mijn vernietiging. Hij nam Hakpissa en Nerik van mij. Nu buig ik niet langer voor hem. Ik maakte oorlog tegen hem. Maar ik beging geen misdaad door dit te doen, door tegen hem op te staan met strijdwagens of in het paleis. Op beschaafde manier sprak ik tot hem: 'U bent vijandigheden tegen mij begonnen. Nu bent u Grootkoning, maar ik ben slechts koning van één fort. Dat is alles wat u me gelaten heeft. Kom! Ishtar van Samuha en de Stormgod van Nerik zullen oordelen over de zaak voor ons!' Door zo te schijven aan Urshi-Tešub, als iemand nu zou zeggen: 'Waarom, na hem koning gemaakt te hebben, schrijft u nu naar hem over oorlog?' [Mijn antwoord zou zijn]; 'Als hij niet begonnen was met het gevecht tegen mij, zouden Ishtar en de Stormgod hem nu onderwerpen aan een kleine koning?' Omdat hij begon met vechten tegen mij, hebben de goden hem onderworpen aan mij door hun oordeel." (Apol. §10C, III 63-79)

Dientengevolge duurde de heerschappij van Mursili III 7 jaar. In de opvolgende revolte verzamelde Hattušili een aanzienlijke troepenmacht uit zijn natuurlijke bondgenoten van zijn machtsbasis in Nerik en Hakpissa, alsook vele neutrale Hettieten die onder de indruk waren van zijn staat van dienst voor het Hettitische Rijk, waaronder zijn strategische militaire overwinning op Ramses II van Egypte in 1274 v.Chr. in de slag bij Kadesh, vergeleken met de nogal "onopvallende en veelal onbewezen bekleder van de troon in Hattuša, die Hanilgalbat had verloren aan de Assyriërs tijdens zijn bewind." Het leger van Hattušili bevatte zelfs elementen van Kaskiërs, die gezworen vijanden waren van de Hettieten. Hattušili maakte snel korte metten met Muršili III en greep de troon van zijn neef; hij volgde hem op als koning Hattušili III. Na zijn victorie benoemde Hattušili Muršili's broer of zwager, Kurunta, als vazalkoning over Tarhuntašša om zo de loyaliteit van deze laatste te winnen.
Eerst verbande Hattušili zijn neefje Urhi-Tešub naar Nuhasse, een streek ten zuiden van Aleppo, maar toen Urhi-Tešub contacten met Babylonie en Tukulti-Ninurta I van Assyrië trachtte tot stand te brengen, werd hij snel ergens anders heen gestuurd. Waar precies is niet duidelijk, mogelijk de Anatolische kust, mogelijk ook Cyprus. Daarna vluchtte hij waarschijnlijk naar het hof van Ramses II, of althans Hattušili geloofde dat en vroeg om de uitlevering 'van een vijand'.
Deze brief veroorzaakte een crisis in de relatie tussen Egypte en Hatti toen Ramses ontkende enige kennis van Muršili's verblijfplaats in zijn land  te hebben en de twee rijken kwamen gevaarlijk dicht bij open oorlog. De farao hield vol dat Urhi-Tesub al teruggegaan was naar Hettitisch gebied en hij had daarin gelijk. De voortvluchtige ex-koning trachtte in het zuiden van Anatolië een tegenbewind op gang te brengen. Het is mogelijk dat Tarhuntašša waar zijn broer Kurunta onderkoning over was hem daarin steunde. Hoewel Urhi-Tešub opnieuw zijn troonnaam Muršili ging gebruiken kreeg hij nooit meer de troon in Hattuša terug. Zijn zoon Hartapu volgde later hem op als pretendent. De voortslepende dynastieke strijd heeft waarschijnlijk sterk bijgedragen tot de val van het rijk.
Urhi-Tešub had nog aardig wat ondersteuning in zijn geschil met Hattušili. Masturi van het Seha-rivierland was overgelopen naar Hattušili, maar hij was een van de weinige westelijke vorsten die dat deed. Andere koningen van de Arzawa-staten bleven de afgezette koning trouw, zoals Kupanta-Kurunta van Mira. Deze schreef aan Ramses om te horen wat hij ervan vond. Het antwoord is bewaard gebleven en liet zien dat de farao inmiddels besloten had Hattušili te erkennen:
De zaak met Urhi-Tešub, waar je me over schreef: de Grootkoning, de koning van Hatti heeft gehandeld overeenkomstig met [mijn wensen]
Hattušili en Ramses besloten uiteindelijk echter om hun onderlinge problemen op te lossen door vrede te sluiten in het 21ste jaar van Ramses II. Een uitleveringsclausule was ook opgenomen in het verdrag.